# フレデリック・フォーサイス
フレデリック・フォーサイス（Frederick Forsyth CBE、1938年8月25日 - 2025年6月9日）は、イギリス・ケント州アシュフォード出身の作家。スパイ小説や軍を舞台にした作品が多く、世界各国で読まれている。

## 略歴

### 特派員
19歳でイギリス空軍に入隊後、1956年から1958年まで勤務する。その後、イースタン・ディリー・プレスのレポーターとしてジャーナリズムの世界に入り、1961年にロイター通信社の特派員としてパリ、東ベルリン、プラハで過ごす。
1965年にBBC放送に転職し、1967年にナイジェリア内戦（ビアフラ独立戦争）取材の特派員として現地入りした。しかし当時のイギリス政府の方針に反する報道を行い左遷され、後に退職する。

### 作家活動
1970年、パリにいた際にフランスのシャルル・ド・ゴール大統領番として見聞きした大統領警護隊員のエピソードをヒントに、大統領暗殺未遂事件を書いた処女作『ジャッカルの日』を1971年に世に送り出した。『ジャッカルの日』は1973年に映画化され、各国でヒットしフォーサイスの名を一躍有名にした。
作家となったフォーサイスは、秘密情報部（MI6）の協力者としてスパイ活動を行い、1973年には東ドイツから小包を国外へ持ち出す任務などを行ったほか、書いた小説は出版前にMI6へ内容を確認していたと2015年に語った。

### クーデター支援
フォーサイスを語る上で欠かせない逸話として、赤道ギニアのクーデター支援がある。『ジャッカルの日』の印税により、ナイジェリアでの内戦に敗れ祖国を失ったビアフラ人のために傭兵部隊を雇い、赤道ギニア共和国に対しクーデターによる政権転覆を1972年に企てた(なお、本人は朝日新聞の取材に対し、取材のため作戦会議に立ち会ったため、傭兵たちが自分を首謀者だと思い込んだだけだろうと、関与を否定している)。
しかし、計画は船への武器積み込み予定地であるスペインで、事前に買収していたスペイン国防省の役人の裏切りにより、傭兵隊長がスペインで身柄を拘束され頓挫した。この実話を下地にして、執筆されたのが第3作にあたる『戦争の犬たち』で、この物語では作戦は成功している。後年、アカデミー賞俳優のクリストファー・ウォーケン主演で映画化された。

### 現在
その後も『第四の核』など国際情勢を扱った作品を中心に送り出し、ロシアの危機を描いた『イコン』（1996年）は、現在のロシア情勢と照らし合わせてもリンクするところが多く、再評価されている。フォーサイスは同作で執筆活動の終結を宣言した。そのため、直後の来日時のサイン会（東京・八重洲ブックセンターなど）では、多くのファンが詰めかける結果となった。
結局、絶筆宣言は覆され、8年ぶりにスパイ小説『アヴェンジャー』を発表した。その後、アンドリュー・ロイド＝ウェバーと共に『オペラ座の怪人』の続編となる『ラヴ・ネヴァー・ダイズ』、原作はフォーサイスの作品『マンハッタンの怪人』（The Phantom of Manhattan））のミュージカル脚本を上梓し、アルカーイダやタリバンなど複雑な思惑の絡み合うイスラム社会とテロリズムを描いた『アフガンの男』（2008年）を発表する。

### 死去
2025年6月9日死去。86歳没。

## 日本での出版・映像化に関する逸話
- 日本での出版第一号は1971年に刊行された『ジャッカルの日』で、出版元角川書店の当時担当者だった角川春樹は「世界的にも無名の作家で、日本での翻訳出版権も日本円で当時、数万円で契約出来た」と自著『わが闘争ー不良青年は世界を目指す』で語っている。
- 『ハイディング・プレイス』（フジテレビ出版）は米露日を背景に、日本を舞台にした政治スリラー。登場人物の一人は俳優高倉健を念頭に執筆された。同作は日本側主導で、映画化を念頭に企画が進められていたが、「原作の内容が余りにも、アレだったので…映画化はなくなった」と、ラッパーの宇多丸が、2013年11月9日放映のレギュラー番組『5時に夢中!』（東京MXテレビ）で明らかにした。

## 主な著作（日本語訳）
- ビアフラ物語 飢えと血と死の淵から（角川書店 および角川選書、篠原慎訳）
- ハイディング・プレイス（フジテレビ出版） 日本が舞台の短編作品
- フレデリック・フォーサイス 翼を愛した男たち（原書房、伏見威蕃訳）- アンソロジーの編著
- ジャッカルの日（角川書店）- 以下は篠原慎訳。下記は全て角川文庫で再刊
- オデッサ・ファイル（角川書店）
- 戦争の犬たち（角川書店）
- シェパード（角川書店） - 短編集
収録作品 - ブラック・レター / 殺人完了 / シェパード
- 悪魔の選択（角川書店）
- 第四の核（角川書店）
- ネゴシエイター（角川書店）
- 神の拳（角川書店）
- イコン（角川書店）
- 騙し屋（角川書店）
- 売国奴の持参金（角川書店）
- 戦争の犠牲者（角川書店）
- カリブの失楽園（角川書店）
- 帝王（角川書店） - 短編集
収録作品 - よく喋る死体 / アイルランドに蛇はいない / 厄日 / 免責特権 / 完全なる死 / 悪魔の囁き / ダブリンの銃声 / 帝王
- 戦士たちの挽歌（角川書店） - 短編集
収録作品 - 戦士たちの挽歌 / 競売者のゲーム / 奇蹟の値段 / 囮たちの掟 / 時をこえる風
- マンハッタンの怪人（The Phantom of Manhattan）（角川書店） - ラヴ・ネヴァー・ダイズ (ミュージカル)の原作
- アヴェンジャー（角川書店）
- アフガンの男（角川書店）
- コブラ（角川書店）- ※以下は黒原敏行訳
- キル・リスト（KADOKAWA）
- ザ・フォックス（KADOKAWA）
- アウトサイダー 陰謀の中の人生（KADOKAWA） - 自伝